# 1921–1922-es magyar labdarúgókupa
Az 1921–1922-es magyar kupa a sorozat 6. kiírása volt, melyen a Ferencvárosi TC csapata 2. alkalommal diadalmaskodott. Az első világháború miatt 1915-1920 között nem rendezték meg, szünetelt a torna kiírása.

## Döntő
| 1. csapat | Eredmény | Eredmény | 2. csapat |
| --------- | -------- | -------- | --------- |
| FTC       | 2–2      | 1–0      | ÚTE       |

| 1922. június 18. |

| Ferencvárosi TC | 2–2 | Újpesti TE |
| --------------- | --- | ---------- |
|                 |     |            |

| Hungária krt., Budapest Nézőszám: 5 000 Játékvezető: Vértes Imre (magyar) |

Mivel a mérkőzés 2–2-es döntetlent hozott, a szabályok értelmében az MLSZ megismételtette a mérkőzést.

### Megismételt döntő
| 1922. augusztus 20. |

| Ferencvárosi TC | 1–0 | Újpesti TE |
| --------------- | --- | ---------- |
|                 |     |            |

| Hungária krt., Budapest Nézőszám: 8 000 Játékvezető: Nagy László (magyar) |

## Külső hivatkozások
- 1921–1922-es magyar labdarúgókupa. magyarfutball.hu. (Hozzáférés: 2014. június 23.)